# Laski Małe (przystanek kolejowy)
Laski Małe – nieczynny posterunek odgałęźny, przystanek osobowy i ładownia w Brodowie w województwie warmińsko-mazurskim w Polsce. 

## Historia
Przy posterunku wybudowano kolejowy dom mieszkalny wraz z budynkiem gospodarczym. W budynku zainstalowany był telefon kolejowej łączności ruchowej i wypadkowej. Dla podróżnych wybudowano murowaną wiatę przystankową. Wsiadanie i wysiadanie pasażerów odbywało się bezpośrednio z gruntu. Czynności ładunkowe prowadzono na torze dodatkowym położonym przy linii Ełk Wąskotorowy-Turowo. Do miejscowości doprowadzono brukowaną drogę. 
Rozjazd odgałęziający na linię do Zawad-Tworek w położeniu zasadniczym prowadzi w kierunku Turowa. Obsługa rozjazdu prowadzona była przez drużynę pociągową. Klucze do rozjazdów pobierane były u dyżurnego ruchu stacji Ełk Wąskotorowy.  
W związku z zamknięciem przez PKP ruchu pociągów pasażerskich i towarowych w tym punkcie zaprzestano wykonywać jakichkolwiek czynności. Po wznowieniu ruchu pociągów (turystycznych) w 2002 roku, przejazd odbywa się bez zatrzymania.  